# Юрьевка (Топкинский район)
Ю́рьевка — разъезд в Топкинском районе Кемеровской области. Входит в состав Лукошкинского сельского поселения.

## География
Центральная часть населённого пункта расположена на высоте 278 м над уровнем моря.

## Население
| 2010 |
| ---- |
| 23   |

### Половой состав
По данным Всероссийской переписи населения 2010 года, в разъезде Юрьевка проживало 23 человека (9 мужчин, 14 женщины).